# الطيب عبد الله
الطيب عبد الله (1941 -) هو مغني وشاعر وملحن سوداني.

## حياته
الطيب عبد الله أحمد الذبحاني مواليد مدينة شندي 1941م شمال الخرطوم من أصل يماني مشهور ذاع صيته وبزغ نجمه عالياً منذ بداياته الأولى في الستينيات في سماء الطرب إبان العصر الذهبي للغناء والفن السوداني، إشتهر الأستاذ الطيب عبد الله بعذوبة صوته ذا الطابع الحزين وتمكنه من امتلاك القرار والجواب في الأداء الغنائي وانتقاء الكلمات الرقيقة البالغة الحساسية وأجمع الكثيرون من معجبيه بانه فنان استماع بالدرجة الأولى.
نشأ وترعرع في مدينة شندي لاسرة لاب يماني - عبد الله احمد الذبحاني- كان تاجر قدم من اليمن ليستقر في مدينة شندي بالسودان في اوائل العشرينيات تزوج من شقيقة شركائه في التجارة من قبيلة الجعليين الزيداب، تخرج من معهد التربية بشندي كي يعمل في مجال التدريس وكان ذلك في أواخر الخمسينيات وكان له اهتمام بالأدب والتراث العربي القديم وقد حفظ منه الكثير وكانت موهبته في الغناء بدأت تتصاعد بشكل ملحوظ حيث كان قد أتقن حينها العزف على العود وجذب بصوته إعجاب الكثير من الناس في مدينة شندي، كان أهم ما تميز به هو وضوح مخارج الحروف العربية والنطق السليم لها، كان شقيقه الأكبر سليمان عبد الله والاصغر عوض عبد الله وباقي اخواته واقربائه قد شجعوه كثيرا واهتمو به وتوقعوا له ان يصبح فنانا كبيرا.

## حياته الأسرية
تزوج من الممثلة المسرحية والتلفزيونية والاعلامية نعمات حماد الفادني وهي من مواليد مدينة كوستي وهي من أسرة الشيخ الفادني المعروفة وهي أم لأبنائه دكتور طارق الطيب عبد الله وهو الابن الأكبر ودكتورة الهام الطيب عبد الله المقيمان بلندن، ومن ثم تزوج ثانية عام 1979 من السيدة نعمات أحمد النهمي وهي يمنية ذات مولد ونشأة سودانية ولقد توفيت عام 2000 بالسعودية حيث كانت تقيم الأسرة حالياً وقد أنجبت له محمد ومازن ومعاذ ومروان وعبد الله، ورجعت الأسرة إلى السودان في الفترة الاخيرة، عاش في الغربة أكثر من 16سنة كان دائما يميل إلى العزلة بحكم طبعه الحزين.

## أعماله
- أغنية «غالية يا نبع الحنان» - من كلماته والحانة
- أغنية «سهران بهاتي» - من كلماته والحانة
- أغنية «السنين» وهي من أقوى أعماله الفنية والتي كتبها ولحنها، وكان يبدأءها بموشح - «بنان العامرية» لقيس بن الملوح
- أغنية «إحساسي بيك» - من كلماته والحانة
- أغنية «طريق الشوق» وهي من كلماته والحانة وأهداها بكاملها للفنان الأستاذ عبد العزيز المبارك
- أغنية «تمد اليد ونتسالم» للشاعر تاج السر عباس
- أغنية «أرض الحبيب» للشاعر مبارك المغربي
- أغنية «ليل الفرح» للشاعر د.محمد عبد الله سليمان
- أغنية يخلق من الشبه أربعين للشاعر عز الدين هلالي
- أغنية «مسكين المحبة» للشاعر الصادق الياس
- أغنية «في ليالي الغربة بسهر» للشاعر الاستاذ هاشم صديق[2]